# نیکو گونزالس
نیکولاس گونزالس ایگلسیاس (زاده ۳ ژانویه ۲۰۰۲) بازیکن فوتبال اهل اسپانیا است که در پست هافبک دفاعی برای باشگاه فوتبال منچستر سیتی در لیگ برتر فوتبال انگلستان بازی می‌کند.
وی سابقه بازی در تیم ملی زیر ۱۷سال اسپانیا را دارد و در حال حاضر در تیم ملی زیر ۲۱سال اسپانیا بازی می‌کند.

## دوران باشگاهی
مونتانیروس
نیکو در لاکرونیا، گالیسیا به دنیا آمد و کار خود را با تیم محلی مونتانیروس در سن هفت سالگی آغاز کرد. در دسامبر ۲۰۱۲، او با انتقال به بارسلونا موافقت کرد که از ژوئیه بعد اعمال شد.
بارسلونا
در ۱۹ مه ۲۰۱۹، در سن ۱۶ سالگی، نیکو اولین بازی خود را برای تیم ذخیره بارسلونا، بارسلونا بی، انجام داد و به عنوان یک تعویض دیرهنگام به جای کیکه ساوریو در باخت ۱–۲ خارج از خانه مقابل کاستیون در سگوندا دیویسیون بی وارد زمین شد. در فصل ۲۰۲۰–۲۱، او ابتدا عضوی از جوانان بود و سپس از نوامبر ۲۰۲۰ به بعد به‌طور منظم برای تیم بی حضور پیدا کرد.
در ۱۲ مه ۲۰۲۱، نیکو قرارداد خود را با باشگاه با بند خرید ۵۰۰ میلیون یورویی تا سال ۲۰۲۴ تمدید کرد. پس از حضور در تیم اصلی در طول پیش فصل، او اولین بازی خود برای تیم اصلی– و لالیگا – را در ۱۵ آگوست انجام داد و در بازی افتتاحیه فصل ۲۰۲۱–۲۲ لالیگا جایگزین سرخیو بوسکتس شد، در پیروزی ۴–۲ مقابل رئال سوسیداد.
نیکو اولین گل دوران حرفه ای خود را در ۱۲ دسامبر ۲۰۲۱ در تساوی ۲–۲ خارج از خانه مقابل اوساسونا به ثمر رساند.

## زندگی شخصی
او پسر فوتبالیست سابق اسپانیایی و اسطوره دپورتیوو لاکرونیا، فران گونزالس و برادرزاده خوزه رامون است.